# Agathis kinabaluensis
Agathis kinabaluensis – gatunek drzewa z rodziny araukariowatych (Araucariaceae). Jest jednym z endemitów Malezji. Rośnie tylko w masywie górskim Kinabalu w prowincji Sabah w lasach na wysokościach od 1500 do 2400 m n.p.m. (ta populacja chroniona jest w całości w Parku Narodowym Kinabalu) oraz na górze Murud w prowincji Sarawak.

## Morfologia
PokrójDrzewo osiągające 36 m wysokości, o pniu brązowym, podzielonym na nieregularne płaty. Z pnia po skaleczeniu wypływa biała żywica.
LiścieMłodociane owalne, zwykle zaostrzone, o długości do 9 cm i szerokości do nieco ponad 4 cm. Dojrzałe liście są podłużnie owalne, na szczycie tępe lub zaostrzone, o długości do 7 cm i szerokości do 3 cm. Ogonek liściowy krótki.
Organy generatywneSzyszki męskie cylindryczne, mają długość do 3 cm i średnicę do 1 cm. Osadzone są na krótkich szypułach o długości do 0,4 cm. Szyszki żeńskie owalne, o długości do 11 cm i szerokości do 8 cm.